# 木戸衛一
木戸 衛一（きど えいいち、1957年11月8日 - ）は、日本の政治学者。専門は現代ドイツ政治。学位は、博士（ベルリン自由大学）。大阪大学大学院国際公共政策研究科教授。

## 人物
千葉県柏市生まれ。東京都立墨田川高等学校を経て、1981年東京外国語大学外国語学部ドイツ語学科卒業、同大学修士課程を経て、1988年一橋大学大学院社会学研究科博士課程単位取得退学。指導教官は油井大三郎。2008年ベルリン自由大学博士。
1988年一橋大学社会学部助手、1990年大阪大学教養部専任講師、1994年同助教授昇格、1999年大阪大学大学院国際公共政策研究科助教授、2000〜01年ライプツィヒ大学政治学科客員教授、2007年大阪大学大学院国際公共政策研究科准教授。2020年同教授。2023年同招へい教授。
現代ドイツ政治の研究を行う。また在日特権を許さない市民の会などに対してドイツ刑法の民衆扇動罪のような歯止めが必要との主張をしている。憲法9条京都の会代表世話人。

## 著作
- 『ベルリン過去・現在・未来』三一書房, 1998.9
- 『ラディカルに〈平和〉を問う』（小田実と共著）法律文化社, 2005.8
- 『「対テロ戦争」と現代世界』御茶の水書房, 2006.11
- 『平和の探求』（長野八久と共著）部落解放・人権研究所, 2008.3
- 『ドイツ左翼党の挑戦』（長野八久と共編著）解放出版社, 2008.3
- 『変容するドイツ政治社会と左翼党―反貧困・反戦』耕文社, 2015.5
- 『核開発時代の遺産: 未来責任を問う』（若尾祐司と共編）昭和堂, 2017.10
- 『核と放射線の現代史』（若尾祐司と共著）昭和堂, 2021.3
- 『インターネットとヘイトスピーチ――法と言語の視点から』（中川慎二, 河村克俊他と編著）
- 有田芳生、池田香代子、内田樹、木戸衛一、佐々木寛、津田大介、中北浩爾、中沢けい、浜矩子、古谷経衡『希望の共産党 期待こめた提案』あけび書房、2023年1月19日。ISBN 978-4871542265。